# Philippe Nicaud
Philippe Nicaud (27 de junio de 1926 – 19 de abril de 2009) fue un actor y cantante de nacionalidad francesa.

## Biografía
Su nombre completo era Philippe-Marie-Léonard Nicaud, y nació en Courbevoie, Francia. Habitual del teatro y el cine, Philippe Nicaud encarnó para la televisión el papel principal de la serie L'inspecteur Leclerc enquête, con el cual alcanzó una fama aún mayor que la que ya poseía. Antes había sido compañero de reparto de Jeanne Moreau en Le Dos au mur (1958), de Brigitte Bardot en Voulez-vous danser avec moi ? (1959, con el papel de un travesti), y de Dalida en L'Inconnue de Hong Kong (1963). Este mismo año trabajó con Louis de Funès, Jacqueline Maillan y Mireille Darc en Pouic-Pouic .
Nicaud también escribió canciones, siendo autor de la letra de Allô ! Monsieur là-haut, que France Gall interpretó en 1968.
Philippe Nicaud falleció en Niza, Francia, en el año 2009. Desde 1957 estuvo casado con la actriz Christine Carrère (1930-2008), con quien tuvo dos hijos.

## Teatro
- 1949 : Nina, escrita y dirigida por André Roussin, Théâtre des Bouffes-Parisiens
- 1951 : L'Amour, toujours l'amour, de Jean Girault y Jacques Vilfrid, escenografía de Pierre Mondy, Théâtre Antoine
- 1954 : La Roulotte, de Michel Duran, escenografía de Alfred Pasquali, Théâtre Michel
- 1955 : Un monsieur qui attend, de Emlyn Williams, escenografía de Pierre Dux, Comédie Caumartin
- 1956 : Fabien, de Marcel Pagnol, escenografía de Guy Rétoré, Théâtre des Bouffes-Parisiens
- 1956 : Amphitryon 38, de Jean Giraudoux, escenografía de Claude Sainval, Teatro de los Campos Elíseos
- 1957 : La Prétentaine, de Jacques Deval, escenografía de Robert Manuel, Théâtre des Ambassadeurs
- 1959 : La Collection Dressen, de Harry Kurnitz, adaptación de Marc-Gilbert Sauvajon, escenografía de Jean Wall, Théâtre de la Madeleine
- 1959 : Une histoire de brigands, de Jacques Deval, escenografía del autor, Théâtre des Ambassadeurs
- 1961 : Spéciale Dernière, de Ben Hecht y Charles MacArthur, escenografía de Pierre Mondy, Théâtre de la Renaissance
- 1965 : Au revoir Charlie, de George Axelrod, Théâtre des Ambassadeurs
- 1965 : Le Jour de la tortue, de Pietro Garinei y Sandro Giovannini, escenografía de los autores y Robert Manuel, Théâtre Marigny
- 1966 : Fleur de cactus, de Pierre Barillet y Jean-Pierre Grédy, con Claire Maurier, Jean Carmet y Catherine Hiegel, Théâtre des Bouffes-Parisiens
- 1968 : L'Amour propre, escrito y estenografiado por Marc Camoletti, Théâtre Édouard VII
- 1969 : Trois Hommes sur un cheval, de Marcel Moussy, a partir de la comedia de John Cecil Holm y George Abbott, escenografía de Pierre Mondy, Théâtre Antoine
- 1972 : No te pases de la raya, cariño, de Marc Camoletti, escenografía del autor, Théâtre Michel
- 1976 : Acapulco Madame, de Yves Jamiaque, escenografía de Yves Gasc, Théâtre de la Michodière
- 1979 : No te pases de la raya, cariño, de Marc Camoletti, escenografía del autor, Théâtre Michel
- 1984 : Banco !, de Alfred Savoir, escenografía de Robert Manuel, Théâtre de la Michodière
- 1992 : Jo, de Alec Coppel, escenografía de Daniel Colas
- 2006 : Agence Casting, de Betty Moore, escenografía de Odile Mallet y Geneviève Brunet, Théo Théâtre

## Filmografía como actor

### Cine
- 1948 : Aux yeux du souvenir, de Jean Delannoy
- 1948 : Les amoureux sont seuls au monde, de Henri Decoin
- 1949 : Miquette et sa mère, de Henri-Georges Clouzot
- 1949 : Maya, de Raymond Bernard
- 1950 : Meurtres ?, de Richard Pottier
- 1952 : Adieu Paris, de Claude Heymann
- 1954 : Le Printemps, l'Automne et l'Amour, de Gilles Grangier
- 1955 : Fantaisie d'un jour, de Pierre Cardinal
- 1956 : Ce soir les jupons volent, de Dimitri Kirsanoff
- 1956 : Printemps à Paris, de Jean-Claude Roy
- 1957 : Les trois font la paire, de Sacha Guitry
- 1957 : Miss Catastrophe, de Dimitri Kirsanoff
- 1957 : Mademoiselle et son gang, de Jean Boyer
- 1957 : Mademoiselle Strip-tease, de Pierre Foucaud
- 1958 : Le Dos au mur, de Édouard Molinaro
- 1958 : Le désir mène les hommes, de Mick Roussel
- 1958 : En légitime défense, de André Berthomieu
- 1959 : Voulez-vous danser avec moi ?, de Michel Boisrond
- 1959 : Les Noces vénitiennes, de Alberto Cavalcanti
- 1960 : Le Gigolo, de Édouard Molinaro
- 1960 : Les Moutons de Panurge, de Jean Girault
- 1962 : Les Veinards, de Jean Girault, sketch Le Yacht
- 1962 : Que personne ne sorte, de Yvan Govar
- 1963 : L'Inconnue de Hong Kong, de Jacques Poitrenaud
- 1963 : Pouic-Pouic, de Jean Girault
- 1964 : Le Cocu magnifique, de Antonio Pietrangeli
- 1970 : La Dame dans l'auto avec des lunettes et un fusil, de Anatol Litvak
- 1973 : L'Île mystérieuse, de Juan Antonio Bardem y Henri Colpi (versión cine)
- 1974 : Deux grandes filles dans un pyjama, de Jean Girault
- 1980 : Comme une femme, de Christian Dura
- 1980 : Le Chaînon manquant, de Picha
- 1981 : Chanel solitaire, de George Kaczender
- 1981 : Tais-toi quand tu parles
- 1981 : Signé Furax
- 1981 : Le Chêne d'Allouville, de Serge Penard
- 1982 : Plus beau que moi, tu meurs, de Philippe Clair
- 1982 : Le Corbillard de Jules, de Serge Penard
- 1982 : Mon curé chez les nudistes, de Robert Thomas
- 1986 : Johann Strauss : Le roi sans couronne, de Franz Antel

Cortometrajes
- 1996 : Nord pour mémoire, avant de le perdre, de Isabelle Ingold y Viviane Perelmuter
- 1999 : Le Mélomane, de Georges Batagne

### Televisión

#### Telefilmes
- 1988 : La Garçonne, de Étienne Périer
- 1989 : Le Saut du lit, de Pierre Cavassilas
- 1992 : Fenêtre sur femmes, de Don Kent
- 1995 : Une femme dans les bras, un cadavre sur le dos, de Daniel Colas

#### Series
- 1962 : L'inspecteur Leclerc enquête
- 1967 : Max le débonnaire, episodio De quoi je me mêle
- 1970 : Au théâtre ce soir : Mary-Mary, de Jean Kerr, adaptación de Marc-Gilbert Sauvajon, escenografía de Jacques-Henri Duval, dirección de Pierre Sabbagh, Théâtre Marigny
- 1972 : Schulmeister, espion de l'empereur, de Jean-Pierre Decourt, episodio La Conspiration Malet
- 1973 : L'Île mystérieuse, de Juan Antonio Bardem y Henri Colpi
- 1976 : Nick Verlaine ou Comment voler la tour Eiffel, de Claude Boissol
- 1978 : Au théâtre ce soir : Acapulco Madame, de Yves Jamiaque, escenografía de Yves Gasc, dirección de Pierre Sabbagh, Théâtre Marigny
- 1984 : Série noire : Sa majesté le flic, de Jean-Pierre Decourt
- 1987 : Série noire : Ballon mort, de György Gát
- 1993 : Navarro, episodio Le Contrat, de Tito Topin

## Guionista
- 1985 : La Cage aux folles 3, elles se marient

## Discografía

### Álbumes
- 1961 : Chansons cu...rieuses (letras de Bernard Dimey y música de Charles Aznavour)
- 1965 : Le jour de la tortue (comedia musical con Annie Girardot, grabada en director)
- 1966 : 7 + 1 péchés capitaux
- 1968 : San Antonio déconorama
- 1970 : Érotico... Nicaud

### 45 RPM
- 1966 : Philippe Nicaud chuchote... Eddie Barclay joue : La rencontre / Le réveil / La chute / La rupture

### Singles
- 1965 : Le Jour de la tortue (espectáculo teatral con Annie Girardot)
- 1969 : J'aime ou j'emm…
- 1969 : Brève rencontre, La Séparation
- 1970 : Cuisses nues, bottes de cuir
- 1972 : C'ex / Qu'est-ce qu'il dit